# تشيلي الاستعمارية

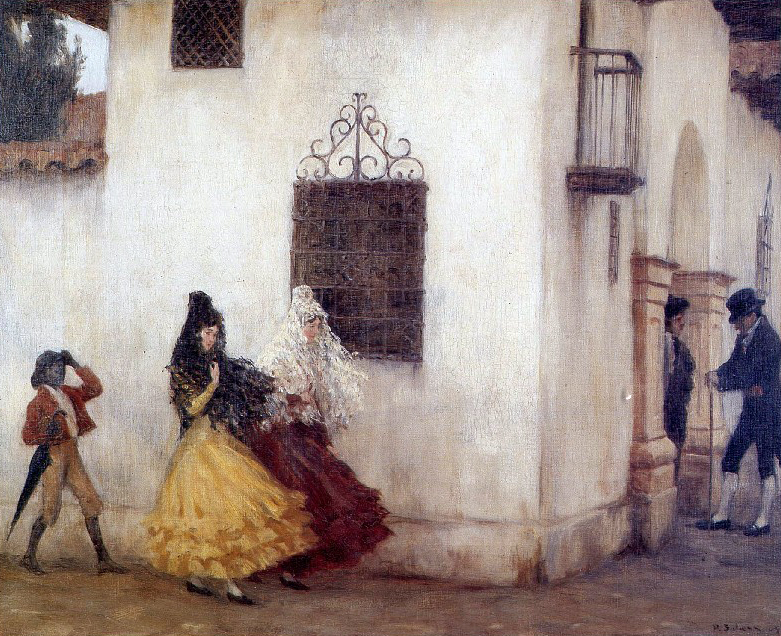

في علم التأريخ التشيلي، يشير مصطلح تشيلي الاستعمارية إلى الفترة الممتدة بين عامي 1600 و 1810، بدءًا من تدمير المدن السبعة وانتهاءً باندلاع حرب الاستقلال التشيلية. خلال هذه الفترة، كانت الأراضي التشيلية محكومة من قبل القيادة العامة لتشيلي. تميزت هذه الفترة بصراع طويل بين الإسبان وسكان المابوتشي الأصليين فيما عُرف باسم حرب أراوكو. كان المجتمع الاستعماري منقسمًا إلى مجموعات تضمنت أبناء شبه الجزيرة (أي المولودين في إسبانيا) والكريولوس ذوي الأصل الإسباني المولودين في أمريكا اللاتينية والميستيثو أو المزج (المولودين من تزاوج الأوروبيين مع السكان الأصليين)، إضافة إلى الهنود الحمر والسود.
بالمقارنة مع بقية المستعمرات الإسبانية في أمريكا اللاتينية، كانت تشيلي مكانًا فقيرًا ومحفوفًا بالمخاطر.

## المجتمع

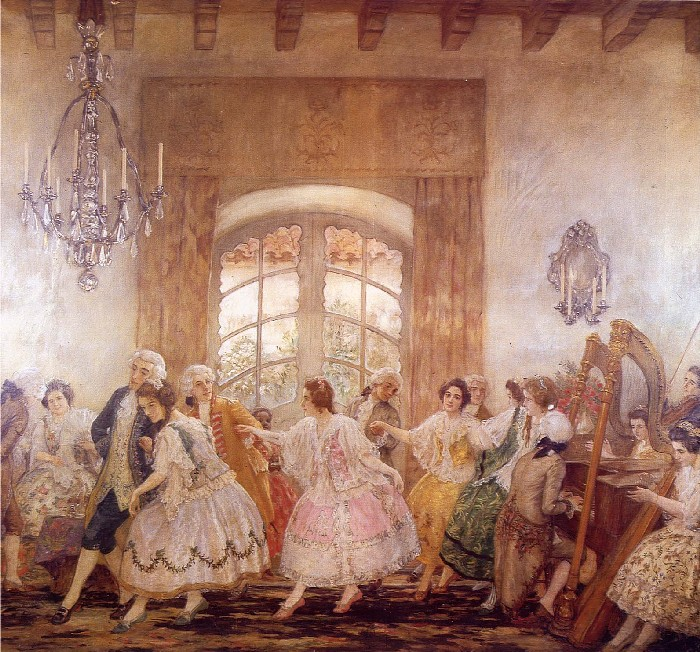
رقصة سانتياغو القديمة (تشيلي). بيتر سوبركاسو

### المجموعات الاجتماعية
كان المجتمع الاستعماري المكسيكي قائمًا على أساس الفرز الطبقي. تمتعت مجموعة الكريولوس (الإسبان المولودون في أمريكا اللاتينية) بامتيازات مثل حق الملكية لعمال من السكان الأصليين، كما سُمح لهم بالوصول إلى بعض المناصب الإدارية. في البداية مثلت مجموعة الميستيثو مكونًا سكانيًا صغيرًا لكنها تضخمت مع الوقت لتتفوق عدديًا على السكان الأصليين.
لم يكن الميستيثوس مجموعة سكانية متجانسة، وفي الحقيقة كان مظهرهم الجسدي هو العامل الأول في تقييمهم وليس نسبهم الحقيقي. تمتع الهنود الحمر بأقل قدر من المكانة بين المجموعات الاجتماعية في تشيلي الاستعمارية، كان الكثير منهم معتادًا على العمل الرخيص في معسكرات العمل لكن أعدادهم تناقصت بشكل كبير عامًا بعد عام بسبب انتشار الأمراض والتزاوج مع المهاجرين. لم تدخل مجموعات البيوينتشي والهويليتشي والمابوتشي التي تعيش خارج لا فرونتيرا (المنطقة الجغرافية التي قامت عليها تشيلي) في هذا التصنيف للمجتمع الاستعماري، إذ وقعت مناطق انتشارها خارج الحدود الفعلية لتشيلي.
اجتذبت الزراعة الإسبانية -المتركزة أساسًا في المزارع الكبيرة- معظم المجموعات السكانية الأصلية المشتتة والمتضائلة عدديًا في مركز تشيلي. بالتالي اضطرت المجموعات السكانية التي كانت في السابق تعيش بشكل منفصل في قراها الخاصة للعيش في المزارع الإسبانية. في تشيلي الوسطى، حدث التراجع في تعداد سكان البيكونتشي بشكل موازٍ لاستيراد عبيد المابوتشي والهويلتشي من أراوكانيا وتشيلوي، بالإضافة إلى وصول السكان الأصليين من البيرو وتوكومان وانتقال مقر عمل الهاوربيس من كويو. ساهم هذا الامتزاج بين المجموعات السكانية اليائسة التي عاشت مع الإسبان إلى فقدان الهويات الأصلية.
طوال سنوات عديدة، استقدم المستعمرون ذوو الأصول الإسبانية والمنظمات الدينية العبيد الأفارقة إلى البلاد، والذين مثلوا 1.5% من التعداد السكاني الوطني في أوائل القرن الثامن عشر. على الرغم من ذلك، كان عدد السكان الأفريقيين التشيليين مهملًا من الناحية العملية، إذ وصل في أعلى قيمه إلى 2,500 شخص -أو 0.1% من المجموع السكاني الكلي- خلال الفترة الاستعمارية. في حين حصلت نسبة صغيرة من العبيد السود على معاملة خاصة نتيجة التكلفة الباهظة مقابل شرائهم والإبقاء عليهم. استُخدم العبيد السود عمومًا في مجال التدبير المنزلي وبعض مجالات الائتمان الأخرى.
مثل أبناء شبه الجزيرة -أي مواليد إسبانيا- مجموعة سكانية صغيرة في أواخر الحقبة الاستعمارية، أتى بعضهم كموظفين حكوميين وعمل بعضهم الآخر بالتجارة. قاد تقلدهم المناصب الحكومية العليا في تشيلي إلى إثارة سخط سكان الكريولوس المحليين المولودين في أمريكا اللاتينية. لم يكن الاختلاط بين المجموعات المختلفة أمرًا نادرًا على الرغم من أن الزواج بين أفراد مجموعات سكانية مختلفة لم يكن شائعًا.
خلال الفترة الاستعمارية المتأخرة، حدثت موجات جديدة من الهجرة مما أدى إلى وصول أعداد كبيرة من شعب الباسك الذين استقروا في تشيلي وتدخلوا في شؤون ملاك الأراضي من الكريولوس، مما شكل طبقة عليا جديدة في المجتمع. يقدر المفكر لويس تاير أوخيدا أنه وخلال القرنين السابع عشر والثامن عشر كان 45% من جميع المهاجرين إلى تشيلي ينتمون إلى جماعة الباسك. بالمقارنة مع بقية المستعمرات الإسبانية في الأمريكتين، كانت نسبة النساء والتجار من بين المهاجرين الإسبان إلى تشيلي أقل، أما نسبة المهاجرين غير الإسبان (مثل الفرنسيين والأيرلنديين..) كانت أكبر.
في عام 1812، أجرت أبرشية كونسيبسيون تعدادًا سكانيًا لجنوب نهر مالو، لكن ذلك لم يتضمن السكان الأصليين -الذين قُدر عددهم في ذلك الوقت بنحو 8000 شخص- أو سكان منطقة تشيلوي. قدرت التعداد السكاني بـ 210,567 شخص، 86.1% منهم من أصول إسبانية و10% منهم من الهنود الحمر، أما البقية فكان منها 3.7% من الأفارقة والمولاتوس وذوي أصول الميستيثوس. تشير تقديرات أخرى من أواخر القرن السابع عشر إلى أن التعداد السكاني وصل إلى حد أقصى هو 152 ألف شخص، 72% منهم من البيض والميستيثوس و18% من الهنود الحمر و10% من السود والمولاتوس.

### الجنس والزواج
لاحظ الإسبان تحررًا جنسيًا واضحًا للنساء من الهنود الحمر في المجتمع الاستعماري، إذ مارست النساء الجنس مع رجال من مختلف الخلفيات العرقية. كان هذا الأمر صحيحًا أيضًا بالنسبة إلى نساء العبيد السود اللواتي -وبسبب علاقاتهن الجنسية «العديدة» مع المجموعات الأخرى- كُنّ ممنوعات قانونيًا وبشكل صارم من ممارسة الجنس مع رجال من أعراق أخرى بهدف تجنب تكاثر الأفراد السود.
عُرف عن الإسبان في القرن السادس عشر نظرتهم التشاؤمية حول الزواج. كان الكثير من الفاتحين الإسبان قد تركوا زوجاتهم في إسبانيا وانخرطوا في الممارسات الجنسية غير الشرعية في تشيلي. من الأمثلة على ذلك نذكر بيدرو دي فالديفيا الذي اتخذ من إينيس دي سواريز عشيقة له. كان الزنا محرمًا بشكل صارم على الكاثوليك كما أن مجمع ترينت (1545 – 1563) جعل الجو مناسبًا لتوجيه اتهامات الزنا. على مدى القرون السادس عشر والسابع عشر والثامن عشر ازدادت عقوبات الزنا الجنائي في تشيلي.

## الحروب والدفاع

### حرب أراوكو
في عام 1550، سافر بيدرو دي فالديفيا -الذي هدف إلى السيطرة على كامل تشيلي وصولًا إلى مضيق ماجلان- جنوبًا من أجل السيطرة على أراضي مابوتشي. بين عامي 1550 و1553 أسس الإسبان عددًا من المدن في أراضي مابوتشي مثل كونسيبسيون وفالديفيا وإمبريال وفياريكا وأنغول. أسس الإسبان أيضًا حصونًا في أراوكو وبورين وتوكابيل.
تلت هذا الغزو المبدئي حرب أراوكو، وهي فترة طويلة من الحرب المتقطعة بين الموباتشي والإسبان. كان من العوامل المساهمة غياب عادة العمل الإلزامي -الشبيع بخدمة ميتا لدى الأنديز- بين مجموعات الموباتشي التي رفضت العمل لخدمة الإسبان. على الجانب الآخر، أتى الإسبان -وخصوصًا أولئك القادمين من كاستيل وإكستريمادورا- من مجتمع شديد العنف. منذ وصول الإسبان إلى أراوكانيا في عام 1550، حاصر الموباتشي المدن الإسبانية بشكل متكرر في الفترة بين عامي 1550 و1598. اتسمت الحرب عمومًا بكونها صراعًا منخفض الحدة.
في عام 1598 حدثت نقطة تحول في هذه الحرب. في ذلك العام كانت مجموعة من محاربي البورين عائدة جنوبًا من غزوة استهدفت محيط تشيان. في طريق عودتهم إلى مناطقهم هاجموا مارتن غارسيا أونييز دي لويولا وجنوده الذين كانوا نائمين دون أي حرس ليلي. ليس من الواضح إن كانوا قد وجدوا الإسبان صدفة أم أنهم تعقبوهم خلال مسيرهم. قتل المحاربون بقيادة بيلانتارو كلًا من الحاكم وجميع جنوده.
في الأعوام التالية لمعركة كورالابا حدث تمرد جماعي بين أفراد الموباتشي والويليتشي. تعرضت مدن أنغول ولا إمبريال وأوسورنو وسانتا كروز دي أونييز وفالديفيا وفيارسيا للهجر أو التدمير. لم تقاوم حصار الموباتشي وهجماتهم سوى مدينتين هما تشيان وكونسيبسيون. باستثناء أرخبيل تشيلوي، أصبحت جميع أراضي تشيلي جنوب نهر بيو بيو خالية من الوجود الإسباني.
في حين واجهت الإمبراطورية الإسبانية تهديدًا مباشرًا لأراضيها تمثل بالتمرد الكتالوني عام 1640، استُهلكت جميع الموارد لسحق التمرد. بما أن حرب أراكاو كانت صراعًا مطولًا ومكلفًا، أمرت السلطات الملكية الإسبانية ممثليها في تشيلي بتوقيع اتفاقية سلام مع الموباتشي بهدف تركيز موارد الإمبراطورية لمحاربة المتمردين في كتالونية. بهذه الطريقة تمكن الموباتشي من الحصول على اتفاقية سلام واعتراف بالنيابة عن التاج الإسباني في حالة فريدة لم يسبق لأي مجموعة من السكان الأصليين في القارتين الأمريكيتين تحقيقها. نجحت اتفاقية السلام في إنهاء الاعتداءات لبعض الوقت، لكنها استمرت في الاندلاع خلال الفترة الاستعمارية خصوصًا في عام 1655.